# کافین بی
کافین بی (به انگلیسی: Coffin Bay) یک شهرک در استرالیا است که در استرالیای جنوبی واقع شده‌است.